# 응우옌판롱
응우옌판롱(베트남어: Nguyễn Phan Long, 1888년 ~ 1960년 7월 16일 )은 베트남의 정치인이다.
1923년 프랑스령 인도차이나 당시 프랑스령 베트남 의회의 부이쾅추 지역구 의원을 역임했다. 1945년 바오다이 치하에서 외무 장관과 내무 장관을 역임하였다. 그 뒤 응우옌 왕조가 붕괴하자 관직에서 물러났다가 1949년 바오다이가 베트남국의 국가원수로 집권하자 이듬해 총리에 임명되었다.

## 참고 문헌
- R. B. Smith, "Bui Quang Chiêu and the Constitutionalist Party in French Cochinchina, 1917–30", Modern Asian Studies (1969), 3:131-150 Cambridge University Press
- Micheline R. Lessard, "Organisons-nous! Racial Antagonism and Vietnamese Economic Nationalism in the Early Twentieth Century", French Colonial History - Volume 8, 2007, pp. 171-201
- Christopher E. Goscha, "Widening the Colonial Encounter: Asian Connections Inside French Indochina During the Interwar Period", Modern Asian Studies (Published online by Cambridge University Press) 16 Oct 2008 (abstract)